# Maniche (voetballer)

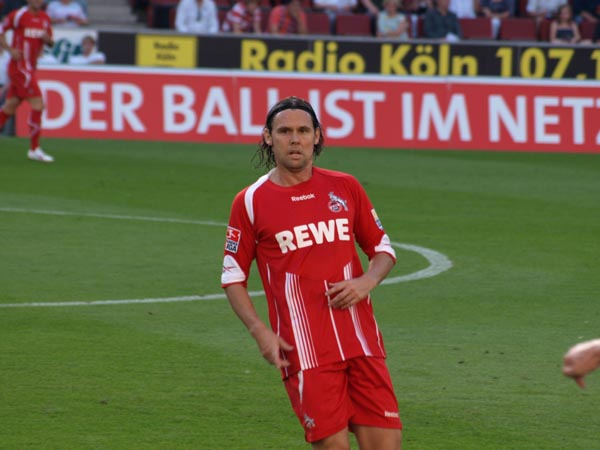
Maniche in actie voor 1. FC Köln tegen Vfl Wolfsburg in 2009.

Maniche oftewel Nuno Ricardo Oliveira Ribeiro (Lissabon, 11 november 1977) is een Portugese gewezen profvoetballer. Maniche maakte op 15 mei 2012 bekend dat hij een punt achter zijn actieve voetbalcarrière had gezet. Na een langdurige zoektocht naar een nieuwe club, die uiteindelijk op niets uitliep, heeft de Portugees besloten om een nieuwe weg in te slaan.
Maniche genoot zijn jeugdopleiding bij SL Benfica, de club waar hij na een uitleenperiode van twee seizoenen naar Alverca FC uitgroeide tot Portugees international. Uiteindelijk zocht hij zijn geluk bij een van de grote concurrenten van zijn club FC Porto. Na vier jaar FC Porto, waarmee hij onder meer de UEFA Champions League won, vertrok hij naar het Russische Dinamo Moskou. Daar speelde hij twaalf wedstrijden voordat hij de tweede helft van dat seizoen werd uitgeleend aan Chelsea FC.
In januari 2008 werd Maniche door Atletico Madrid uitgeleend aan Internazionale, waarna hij in het seizoen 2008/09 weer bij Atletico startte. In mei 2009 werd zijn contract ontbonden.
De Portugees vervolgde in juli 2009 zijn loopbaan in de Bundesliga, waar hij een tweejarig contract tekende bij het Duitse 1. FC Köln. Na het eerste seizoen werd in onderling overleg besloten het doorlopende contract per 30 juni 2010 te ontbinden, vanwege de wens van Maniche, die met zijn familie terug wilde keren naar Portugal.
In het seizoen 2010/11 startte de Portugees international bij Sporting Lissabon, waar hij een contract tekende voor één jaar met een optie op nog twee jaar. Aan het eind van het seizoen werd echter besloten om het contract van Maniche voortijdig te ontbinden, gezien de minieme kansen op speeltijd in het nieuwe seizoen.
Maniche maakte de winnende treffer in de achtste finale tegen Nederland op het WK van 2006. Daarnaast maakte hij de 2-0 in de door Portugal gewonnen halve finale van het EK van 2004.

## Clubstatistieken
| seizoen | club              | land      | competitie       | duels | goals |
| ------- | ----------------- | --------- | ---------------- | ----- | ----- |
| 1995/96 | SL Benfica        | Portugal  | SuperLiga        | 0     | 0     |
| 1996/97 | Alverca FC        | Portugal  | Liga de Honra    | 23    | 2     |
| 1997/98 | Alverca FC        | Portugal  | Liga de Honra    | 29    | 5     |
| 1998/99 | Alverca FC        | Portugal  | SuperLiga        | 26    | 3     |
| 1999/00 | SL Benfica        | Portugal  | SuperLiga        | 28    | 10    |
| 2000/01 | SL Benfica        | Portugal  | SuperLiga        | 26    | 1     |
| 2001/02 | FC Porto          | Portugal  | SuperLiga        | 26    | 5     |
| 2002/03 | FC Porto          | Portugal  | SuperLiga        | 29    | 7     |
| 2003/04 | FC Porto          | Portugal  | SuperLiga        | 31    | 6     |
| 2004/05 | FC Porto          | Portugal  | SuperLiga        | 20    | 3     |
| 2005    | Dinamo Moskou     | Rusland   | Premjer-Liga     | 12    | 2     |
| 2005/06 | Chelsea FC        | Engeland  | Premier League   | 8     | 0     |
| 2006/07 | Atlético Madrid   | Spanje    | Primera División | 28    | 4     |
| 2007/08 | Atlético Madrid   | Spanje    | Primera División | 15    | 2     |
| 2007/08 | Internazionale    | Italië    | Serie A          | 8     | 1     |
| 2008/09 | Atlético Madrid   | Spanje    | Primera División | 21    | 1     |
| 2009/10 | 1. FC Köln        | Duitsland | Bundesliga       | 26    | 2     |
| 2010/11 | Sporting Lissabon | Portugal  | SuperLiga        | 17    | 1     |

## Erelijst
FC Porto
- UEFA Cup: 2002/03
- UEFA Champions League: 2003/04
- Intercontinental Cup: 2004
- Primeira Liga: 2002/03, 2003/04
- Taça de Portugal: 2002/03
- Supertaça Cândido de Oliveira: 2003, 2004

 Chelsea
- Premier League: 2005/06

 Internazionale
- Serie A: 2007/08

### Individueel
- FIFA WK All-Star Team: 2006
- UEFA Team van het Toernooi: 2004

### Onderscheidingen
- Medal of Merit, Orde van Onze Lieve Vrouwe van Villa Viçosa (Huis van Braganza)[3]